# Pandinoides duffmackayi
Espèce
Pandinoides duffmackayi est une espèce de scorpions de la famille des Scorpionidae.

## Distribution
Cette espèce se rencontre en Tanzanie dans les régions d'Arusha et du Kilimanjaro et au Kenya dans les comtés de Kajiado et de Machakos.

## Description
Le mâle holotype mesure 70,6 mm, les mâles mesurent de 60,2 à 74,4 mm et les femelles de 60,9 à 77,8 mm.

## Étymologie
Cette espèce est nommée en l'honneur d'Alexander Duff-MacKay (1939–2003).

## Publication originale
- Prendini, 2016 : « Redefinition and systematic revision of the East African scorpion genus Pandinoides (Scorpiones, Scorpionidae) with critique of the taxonomy of Pandinus, sensu lato. » Bulletin of the American Museum of Natural History, no 407, p. 1-66 (texte intégral).